# Bowery
El Bowery ( /ˈbaʊəri/) es una calle y un barrio del bajo Manhattan en Nueva York, Estados Unidos. La calle recorre desde Chatham Square, en la intersección con las calles Park Row, Worth Street y Mott Street, rumbo norte hasta Cooper Square en la intersección con la Calle 4. El barrio epónimo se extiende aproximadamente desde el cruce de Allen Street (que luego se transforma en la Primera Avenida) y la calle Canal hasta, también, la intersección de Cooper Square con la Calle 4 Este. Esta área coincide más o menos con Little Australia. Al sur se encuentra el Barrio Chino, al este se encuentran el Lower East Side y el East Village y hacia el oeste Little Italy y el NoHo. Históricamente ha sido considerado como una parte del Lower East Side.
En el siglo XVII, la vía era un camino que se separaba de Broadway al norte del Fuerte Ámsterdam en la punta de Manhattan, y seguía hacia el norte hasta la propiedad de Peter Stuyvesant, director general de los Nuevos Países Bajos. Este camino fue conocido como Bowery Lane hasta antes de 1807. "Bowery" es una anglicización del neerlandés bouwerie, derivada de una antigua palabra neerlandesa para "granja", debido a que en el siglo XVII el área contuvo muchas grandes granjas.
La estación Bowery del Metro de Nueva York, que sirve a la Línea de la Calle Nassau (trenes J y Z), se ubica cerca de la intersección de Bowery con las calles Delancey y Kenmare. Hay un túnel debajo del Bowery que iba a servir para una propuesta, pero nunca construida, expansión del metro de Nueva York, incluyendo la Línea de la Segunda Avenida. El bus M103 recorre toda la avenida.

## Historia

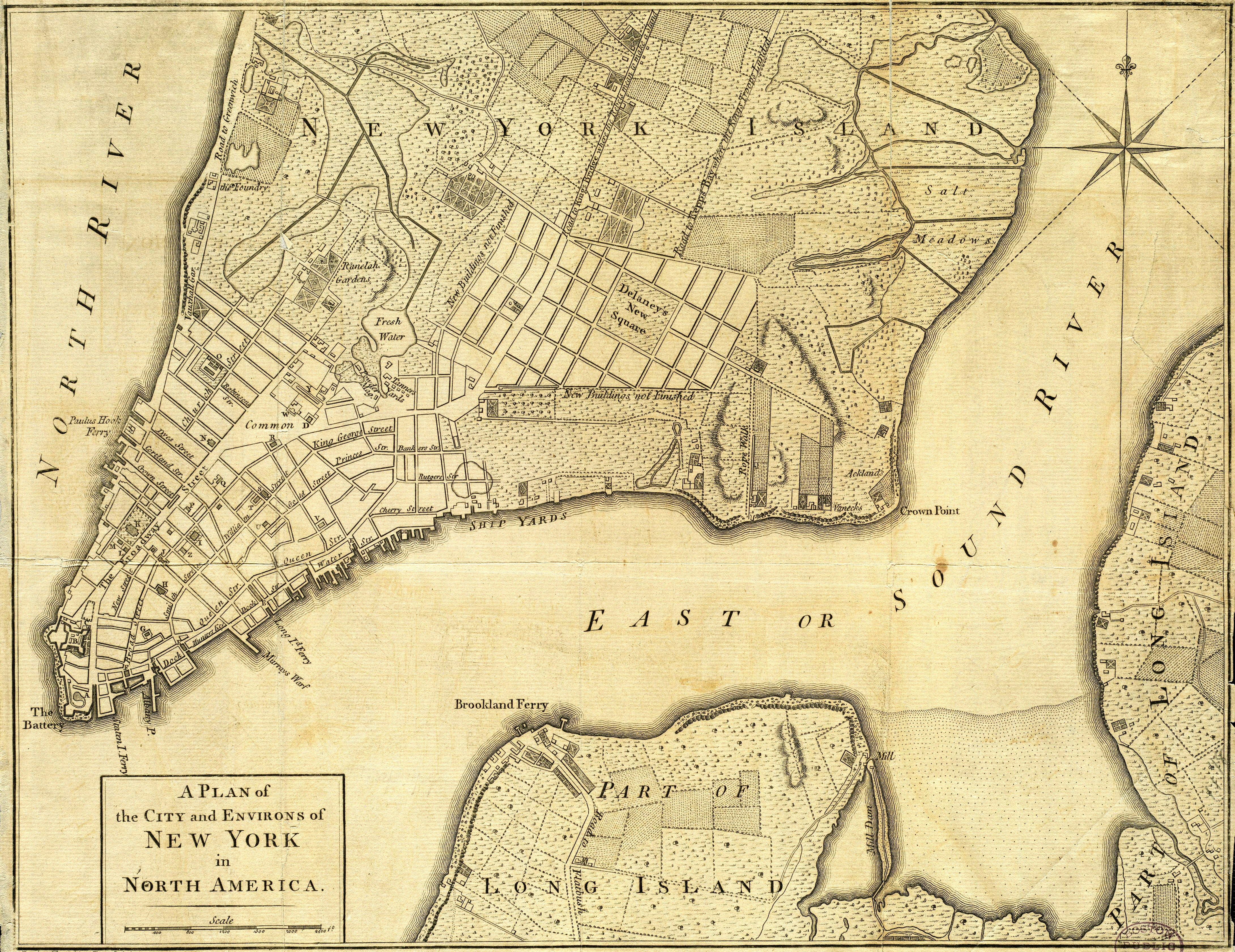
The Bowery (sin marcar), dirigiendo al "Road to Kings Bridge", where the Rebels mean to make a Stand" (camino a King's Bridge donde los rebeldes piensan hacer un fuerte) en un mapa británico de 1776

### Periodo colonial y federal
El Bowery es el camino público más antiguo en la isla de Manhattan, precediendo incluso a la intervención europea ya que era un camino lenape que se extendía por todo el largo de la isla de norte a sur. Cuando los neerlandeses se establecieron en Manhattan, nombraron al camino como Bouwerie road – "bouwerie" (o después "bouwerij") que era una antigua palabra neerlandesa para "granja" – debido a que conectaba tierras de cultivos y propiedades en las afueras de la ciudad que entonces terminaba en la actual área de Wall Street/Battery Park.
En 1654, se establecieron los primeros residentes en el área de lo que es hoy Chatham Square; diez libertos y sus esposas construyeron cabañas y un establo ahí. Petrus Stuyvesant, el último gobernador neerlandés de Nueva Ámsterdam antes de que los ingleses tomaran control del territorio, se retiró a su granja en el Bowery en 1667. Después de su muerte en 1672, fue enterrado en su capilla privada. Su mansión se incendió en 1778 y su bisnieto vendió la capilla y el cementerio colindante y que hoy son el sitio de la iglesia episcopal San Marcos en el Bowery.
En su "Diario" de 1704–05, Sarah Kemble Knight describió el Bowery como un lugar al que los residentes de la ciudad iban en diciembre a descansar.

Their Diversions in the Winter is Riding sleys about three or four Miles out of Town, where they have Houses of entertainment at a place called Bowery, and some go to friends Houses who handsomely treat them. [...] I believe we mett 50 or 60 slays that day – they fly with great swiftness and some are so furious that they'le turn out of the path for none except a Loaden Cart. Nor do they spare for any diversion the place affords, and sociable to a degree, they'r Tables being as free to their Naybours as to themselves.

Sus diversiones en el invierno eran montar trineos por tres o cuatro millas fuera del pueblo, donde tenían casas de entretenimiento en un lugar llamado Bowery, y algunos iban a casas de amigos que los trataban bien. (...) Creo que conocimos 50 o 60 lugares ese día - ellos volaban suavemente y algunos eran tan furiosos que sacaban del camino a todos con excepción de alguna carreta cargada. No dejaban de lado ninguna diversión que ofrecía el lugar y, muy sociables, sus mesas estaban disponibles para sus vecinos.

Para 1766, cuando John Montresor hizo su detallado plano de Nueva York, "Bowry Lane", que era apenas algo más que un camino al norte, estaba rodeado por primera vez por pequeñas calles con edificios que formaban un sólido frente, con huertas detrás de ellos. Cuando Lorenzo da Ponte, el libretista de las obras de Mozart Don Giovanni, Las bodas de Fígaro, y Così fan tutte, inmigró a Nueva York en 1806, brevemente administró una de las tiendas que había en el Bowery: una frutería y verdulería. En 1766, vías de ángulos rectos llevaban a otras propiedades señoriales principalmente lejos del "camino a Albany y Boston", como era nombrada esa vía en el mapa de Montresor. La propiedad de Nicholas Bayard se ubicaba en una avenida de árboles y la casa grande de James Delancey flanqueada por otros edificios del mismo estilo se ubicaba detrás de una fachada que daba al Bowery Lane; detrás de él estaba su jardín parterre que terminaba en una exedra, claramente delineada en el mapa. 

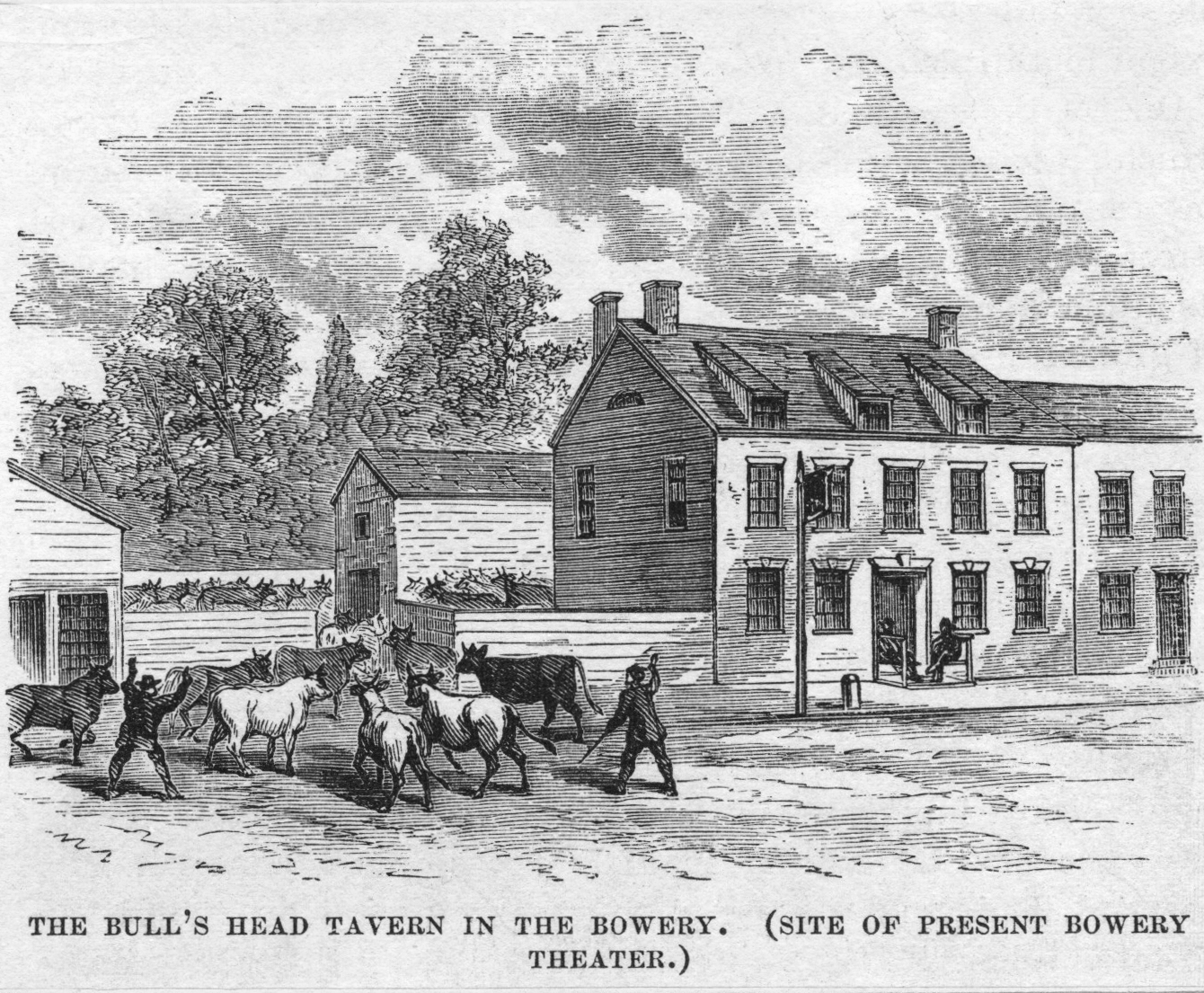
La Bull's Head Tavern en el Bowery, 1801 – c. 1860

La Bull's Head Tavern fue notable porque George Washington hizo una parada ahí para refrescarse antes de cabalgar hasta la orilla y ver la partida de las tropas británicas en 1783. Siguiendo la ruta del correo, principal camino a Boston, el Bowery rivalizó con Broadway como el principal camino público hasta 1869 cuando fue señalado como un "lugar de baja, aunque no mala reputación" ya que aún era la "segunda calle principal de la ciudad".

### Aumento de su importancia
A medida que la población de la ciudad de Nueva York crecía, su límite norte subía por la isla y, para inicios de los años 1800, el Bowery ya no era un área rural de las afueras de Nueva York. La calle ganó respetabilidad y elegancia convirtiéndose en un ancho boulevard. Mucha gente adinerada y prominente trasladó sus residencias aquí incluyendo a Peter Cooper, el magnate industrial y filántropo. El Bowery empezó a rivalizar con la Quinta Avenida como un sitio residencial.
En 1820, cuando se abrió Lafayette Street, que corre paralela al Bowery, se fundó el Bowery Theatre por familias adineradas en el lugar que antes ocupó el Red Bull Tavern que había sido adquirido por John Jacob Astor. Abrió sus puertas en 1826 y fue el auditorio más grande en América del Norte en su época. Al frente fue construido el Bowery Amphitheatre en 1833, especializándose en entretenimientos populares ecuestres y circos. De inicios elegantes, el tipo de espectáculos ofrecidos por el Bowery Theatre fueron decayendo en la escala social al igual que el Bowery mismo.

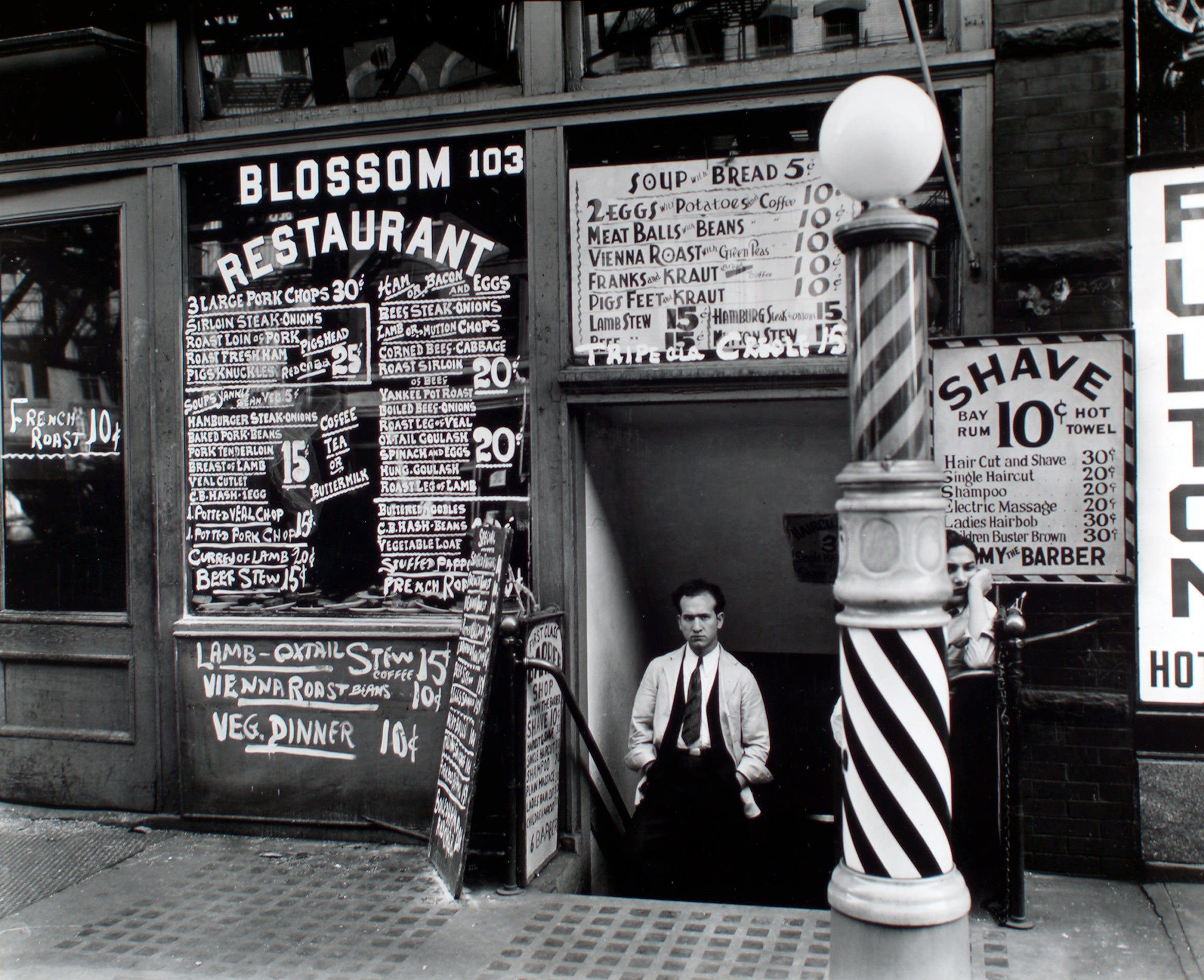
Fotografía de Berenice Abbott de un restaurante en el Bowery en 1935, cuando las calles estaban llenas de flophouses

### Pérdida de respetabilidad
Para los tiempos de la Guerra de Secesión, las mansiones y tiendas habían dado paso a salas de concierto de bajo nivel, burdeles, jardines de cerveza al estilo alemán, tiendas de empeño y flophouses, como la que se ubicaba en el número 15 donde el compositor Stephen Foster vivió en 1864. Theodore Dreiser concluyó su tragedia Sister Carrie, fijada en los años 1890s, con el suicidio de uno de los caracteres principales en un flophouse del Bowery. El Bowery, que era el límite este del barrio bajo de "Five Points", se había convertido también en el lugar de una de las primeras pandillas callejeras de Estados Unidos, los nativistas Bowery Boys. En el espíritu de reforma social, el primer YMCA abrió en el Bowery en 1873; Otra notable institución religiosa y de beneficencia inaugurada durante este periodo fue la Bowery Mission, fundada en 1880 en el número 36 de Bowery por reverendo Albert Gleason Ruliffson. La misión se ha mantenido en el Bowery durante toda su historia. En 1909 se mudó a su actual ubicación en el 227–229 de Bowery.
Para los años 1890, el Bowery era un centro de prostitución que competía con el Tenderloin, también en Manhattan, y de bares que atendían a hombres gay y algunas lesbianas de varios niveles sociales, desde el The Slide en el 157 Bleecker Street, la peor incursión en Nueva York, hasta el Columbia Hall en la calle 5 llamada Paresis Hall. Un investigador en 1899 encontró seis saloons y salas de baile, los lugares de "degenerados" y "homosexuales", sólo en el Bowery. La subcultura gay era mucho más visible ahí y estaba más integrada a la cultura del hombre trabajador de lo que estaría en las siguientes generaciones, según el historiador George Chauncey.

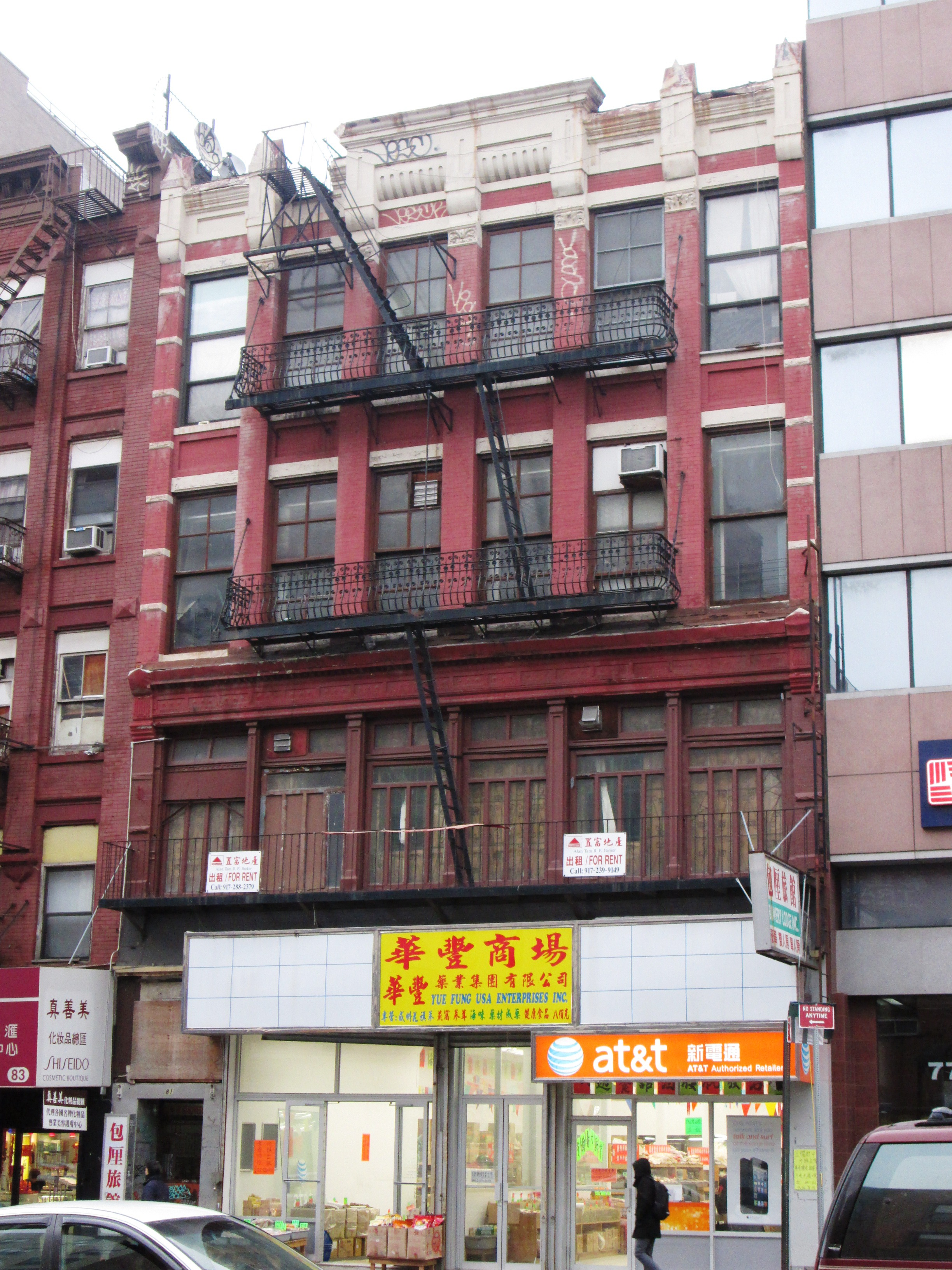
El Bowery Lodge es uno de los últimos flophouses que quedan en el Bowery.

Entre 1878 a 1955 el tren elevado de la Tercera Avenida recorría sobre el Bowery, oscureciendo aún más sus calles pobladas principalmente por hombres. "Esta llenó con agencias de empleo, tiendas de ropa barata y chucherías, shows de cine baratos, alojamientos baratos, restaurantes baratos, saloons baratos", señalaron los escritores en The Century Magazine en 1919. "Aquí, también, vienen por miles los marineros en licencia, – señalaban los "studios" de tatuajes, – y aquí se notan más las subidas y bajadas". La Prohibition eliminó los varios saloons del Bowery: One Mile House, la "antigua taberna ... fue reemplazada por un saloon barato" en la esquina sureste del cruce con Rivington Street, nombrada por el hito ubicado al frente donde los políticas del Lado Este hicieron arreglos informales para obtener el gobierno de la ciudad, fue cambiado por espacio para comercio en 1921, "destruyendo todo vestigio de su antigua apariencia", reportó The New York Times. Las tiendas de suministro para restaurantes estaban entre los negocios que vinieron al Bowery, y muchas continúan hasta el día de hoy.
Luego de la Primera Guerra Mundial hubo presión para cambiar el nombre y en los años 1920 y 1930, era un área empobrecida. Desde los años 1940 hasta los 1970s, el Bowery era el "Skid Row" (zona empobrecida) de Nueva York. Notable por sus "Bowery Bums" (alcohólicos desmayados y vagabundos). Entre aquellos que escribieron sobre las personalidades del Bowery estaba el miembro del staff de The New Yorker Joseph Mitchell (1908–1996). Además de tiendas de ropa barata que atendían a la población masculina, la actividad comercial en la avenida se volvió especializada en suministros usados de restaurantes y equipos de iluminación. En los años 1930 y nuevamente en 1947, hubo esfuerzos por cambiar el nombre a algo más "digno y prosaico" como "Cuarta Avenida Sur" .

### Recuperación
La población de vagabundos del Bowery fue disminuyendo luego de los años 1970, en parte debido a los esfuerzos de la ciudad por dispersarlos. Desde los años 1990, todo el Lower East Side fue recuperándose y la gentrificación contribuyó a generar cambios a lo largo del Bowery. En particular, en el aumento del número de condominios de gran altura. En 2007, el edificio para el New Museum of Contemporary Art diseñado por SANAA abrió en la cuadra entre las calles Stanton y Prince Street. En 2008, AvalonBay Communities abrió el Avalon Bowery Place, su primer complejo de apartamentos de lujo en el Bowery. La estructura incluye una tienda Whole Foods Market. Avalon Bowery Place rápidamente fue seguido por la construcción de Avalon Bowery Place II.
Las nuevas construcciones no se hicieron sin costos sociales. El documental del 2001 de Michael Dominic Sunshine Hotel siguió la vida de residentes de uno de los últimos flophouses. La construcción del Wyndham Garden Hotel en el número  93 de Bowery desestabilizó el edificio vecino ubicado en el 128 de Hester Street (de propiedad de la misma persona, William Su), y 60 inquilinos tuvieron que ser desalojados del edificio con la ayuda del Departamento de construcción. Al menos 75 inquilinos fueron desalojados de los edificios ubicados en el 83 al 85 de Bowery en enero del 2018 en temperaturas frígidas debido a reparaciones que hubiesen debido hacerse hacía mucho tiempo. Los inquilinos acusaron al dueño del edificio de que utilizó el desalojo para empezar la renovación del edificio en un hotel, e iniciaron una huelga de hambre.
El Bowery desde Houston a Delancey aún sirve como el principal mercado para equipamiento de restaurantes en Nueva York y desde Delancey hasta Grand, de lámparas.

## Áreas

### Alto y Bajo Bowery
El "Alto Bowery" (upper Bowery) incluye la porción del Bowery alrededor de la calle Houston y el "Bajo Bowery" (lower Bowery) a la que esta más al sur.

### Distrito Histórico del Bowery
En octubre de 2011, se creó el Distrito Histórico del Bowery en el Registro de Lugares Históricos del estado de Nueva York y luego fue automáticamente nominada para ser listada en el Registro Nacional de Lugares Históricos. Una organización local llamada Bowery Alliance of Neighbors (BAN) en asociación con la organización comunitaria de vivienda llamada la Two Bridges Neighborhood Council lideraron los esfuerzos para la creación del distrito histórico. La declaración significa que los dueños de los inmuebles tendrán incentivos financieros para restaurar en vez de demoler edificios antiguos en el Bowery. El BAN fue reconocido por sus esfuerzos de preservación con un Village Award de la Sociedad por la Preservación Histórica del Greenwich Village en el 2013. El distrito histórico va desde Chatham Square a Astor Place en ambos lados del Bowery.

### Pequeña Saigón
El barrio de "Little Saigon" en Nueva York, a pesar de que no está oficialmente declarado como tal, se encuentra en el Bowery entre las calles Grand y Hester. New York magazine señala que a pesar de que esta calle se mezcla con su vecina Chinatown, el área está llena de restaurantes vietnamitas.

## Lugares notables

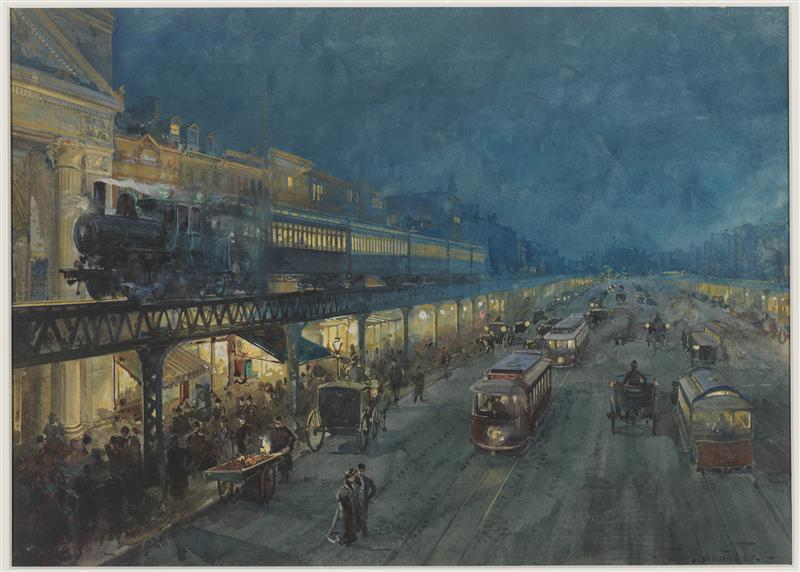
Multitudes a lo largo del "Bowery en la noche," cuadro de William Louis Sonntag, Jr. c. 1895

### Amato Opera
Esta compañía, fundada en 1948 por Tony Amato y su esposa, Sally, encontró un hogar permanente en el 319 de Bowery junto al antiguo CBGB y dio a varios jóvenes cantantes la oportunidad de mostrarse en producciones con poca orquestación. La cortina se cerró en este prestigioso local neoyorquino el 31 de mayo del 2009 cuando Tony Amato se retiró.

### Edificios Bancarios
El Bowery Savings Bank fue autorizado para abrir en mayo de 1834, cuando el Bowery era una calle residencial de clase alta y creció con la prosperidad de la ciudad. Su oficina principal de 1893 es un monumento histórico declarado de la ciudad de Nueva York, como también es el edificio abovedado del Citizens Savings Bank.

### Bowery Ballroom
El Bowery Ballroom es un escenario musical. La estructura ubicada en el número 6 de Delancey Street, fue construido justo antes del crash de 1929. Permaneció vacío hasta el final de la Segunda Guerra Mundial cuando se convirtió un edificio comercial de alta gama. El vecindario declinó nuevamente y también lo hizo el calibre de los negocios que ocupaban el inmueble. En 1997 fue convertido a un escenario musical. Tiene una capacidad de 550 personas.
Directamente frente a la entrada del local se encuentra la estación Bowery ({{trenes J y Z }}) del Metro de Nueva York.
El club sirve como nombre de, por lo menos, un álbum: Bowery Songs de Joan Baez, grabado en vivo en un concierto en noviembre del 2004, recorded live at a concert at the Bowery Ballroom in November 2004.

### Mural del Bowery
El Mural del Bowery es un espacio de exhibición ubicado en la esquina de Bowery con la calle Houston en una pared propiedad de Goldman Properties desde 1984. El constructor inmobiliario Tony Goldman inició el proyecto con Jeffery Deitch y Deitch Projects en 2008. El objetivo de Goldman era usar esa pared para presentar a los principales artistas contemporáneos de todo el mundo, con un énfasis en artistas callejeros. Murales temporales han aparecido en la pared curados y organizados en colaboración con The Hole, NYC' una galería de arte en el SoHo manejado por las antiguas directores de Deitch Projects Kathy Grayson y Meghan Coleman.
Las exhibiciones se iniciaron con una muestra de marzo a diciembre del 2008 de un tributo al famoso mural de 1982 de Keith Haring. Esto fue seguido por un mural del dúo de gemelos brasileños Os Gêmeos, que dedicaron al artista Dash Snow, que había muerto recientemente de una sobredosis. Esta se presentó entre julio de 2009 hasta marzo de 2010. El siguiente mural, de Shepard Fairey, estuvo en exhibición desde abril hasta agosto del 2010, y fue seguido por un mural de Barry McGee que celebró el rol del graffiti tagging en la historia del arte callejero de la ciudad de Nueva York. Estuvo en exhibición desde agosto hasta noviembre del 2010. Le siguió un tributo a Dash Snow por Irak, que estuvo en exhibición en noviembre del 2010. Otros artistas que tuvieron murales fueron, entre otros, los gemelos How & Nosm (2012), Crash (2013), Martha Cooper (2013), Revok y Pose (2013), Swoon (2014), y Maya Hayuk.

### Poesía en el Bowery

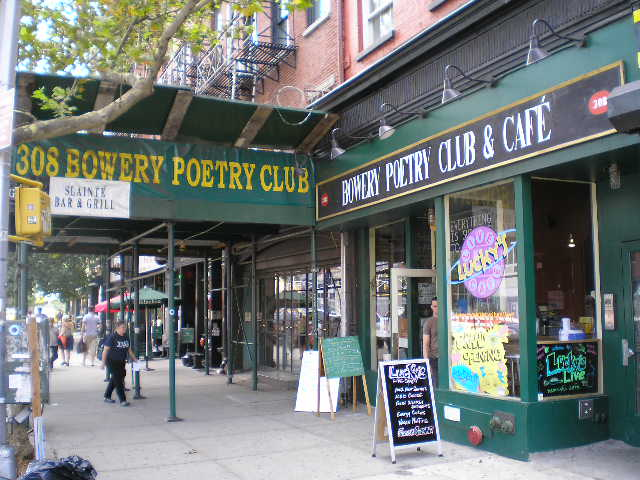
Bowery Poetry Club (2006)

Bowery Poetry es un espacio de performances en la esquina de Bowery y la calle Bleecker. Se fundó el 2001 como Bowery Poetry Club (BPC), y proporcionó una base para artistas establecidos y noveles. Fue fundado por Bob Holman, propietario del edificio y antiguo miembro del equipo de poesía del Nuyorican Poets Café (1988–1996). El BPC presentó shows regulares de Amiri Baraka, Anne Waldman, Taylor Mead, Taylor Mali, junto con espacios de micrófono abierto, poetas gay , un concurso semanal de poesía y una maratón de Emily Dickinson, entre otros eventos. El club cerró en el 2012 y fue abierto de nuevo en el 2013 como una performance compartida y bajo el nombre "Bowery Poetry". Bowery Arts + Science presenta poesía, y Duane Park presenta burlesque alternativo en este espacio.

### Bowery Theatre
El Bowery Theatre fue un teatro del siglo XIX ubicado en el 46 de Bowery. Fue fundado en los años 1820 por familias adineradas para competir con el más exclusivo Park Theatre. Para los años 1850, el teatro llegó a entretenar a grupos de inmigrantes como irlandeses, alemanes y chinos. Se quemó cuatro veces en 17 años y un incendio en 1929 lo destruyó definitivamente.

### CBGB
CBGB, un club que fue abierto para tocar música country, bluegrass y blues (tal como señala el nombre "C(ountry)B(lue)G(rass)(Blues))", empezó a programar a Television, Patti Smith y los Ramones como bandas de la casa a mediados de los años 1970. Esto abrió camino a una escena conformada completamente por nuevas bandas(Talking Heads, Blondie, Mink DeVille, Robert Gordon, y otros) que tocaban material propio original de una manera cruda, alta y rápida. La etiqueta de punk rock se aplicó a la escena incluso a pesar de que no todas las bandas que hicieron su reputación inicial en el club tocaban punk estrictamente hablando, pero CBGB se hizo conocido como la cuna estadounidense del punk rock. CBGB cerró el 31 de octubre de 2006 luego de una larga lucha del propietario del club Hilly Kristal para extender su alquiler. El espacio es hoy una boutique de la cadena John Varvatos.

### Miner's Bowery Theatre
Miner's Bowery Theatre fue un teatro de vodevil o variedades abierto por el senador Henry Clay Miner en 1878. El teatro fue conocido por su práctica de alentar a cualquiera a subir al escenario y actuar en noches amateur, y por su método para retirar a los malos intérpretes del escenario jalándolos con un gancho de madera.
Empezando en los años 1890, un gran gancho de ovejero era usado para jalar a los malos intérpretes fuera del escenario mientras la audiencia gritaba "Give 'im the hook" (Denle el gancho). La frase, "Give him the hook", se originó en el Miners Bowery Theatre.

### New Museum
En diciembre de 2007, el New Museum abrió sus puertas en su nueva ubicación ubicada en el 235 de Bowery, en Prince Street, continuando su foco en exhibir artistas internacionales, femeninas y de color. Este nuevo local, diseñado por la estudio establecido en Tokio Sejima + Nishizawa/SANAA y el estudio neoyorquino Gensler, ha expandido grandemente el espacio de exhibición del museo. En marzo de 2008, el nuevo edificio del museo fue nombrada como una de las siete maravillas arquitecturales por Conde Nast Traveler. El museo mantiene el Bowery Project que premia artistas que han vivido en el Bowery con entrevistas gravadas y otros archivo.

## Pobladores notables
- Béla Bartók vivió en 350 de Bowery en la esquina con Great Jones Street durante los años 1940.
- William S. Burroughs mnatuvo un departamento en el antiguo edificio YMCA en el 222 de Bowery, conocido como el "Bunker", desde 1974 hasta que se mudó a Lawrence, Kansas, en 1981.
- Jim Gaffigan vive con su esposa y cinco hijos en un edificio de cinco pisos en el Bowery.
- Michael Goldberg vivió en el 222 de Bowery.
- Eva Hesse vivió en su estudio en el 134 de Bowery.
- Charles Hinman, artista abstracto, vive en el edificio que hoy se encuentra al costado del New Museum.
- Owen Kildare, escritor estadounidense cuyas historias cortas y novelas describían la terrible realidad de la vida en un arrabal neoyorquino, conocido como "el  Sr. Bounderby de las letras estadounidenses"[53] y "el Kipling del Bowery".[54]
- Ronnie Landfield, pintor abstracto, vivió en el 94 de Bowery.
- Kate Millett, feminista de la segunda ola, artista, intelectual, escritora (Política sexual), hoy en el National Women's Hall of Fame de los Estados Unidos, vivió en el 295 de Bowery, a finales de los años 1990 e inicios de los 2000.
- Haoui Montaug, cadenero de las estrellas, vivió en la esquina del Bowery y la calle 2 Este. Se suicidó en su departamento luego de invitar a 20 personas para la ocasión.[55][56]
- A. C. Bhaktivedanta Swami Prabhupada vivió en el Bowery cuando el Movimiento Hare Krishna se inició en los Estados Unidos en 1966.
- Joey Ramone vivió en el área y en el 2003 una porción de la calle 2 cerca de la interseccióni con el Bowery fue rebautizada cocmo Joey Ramone Place.[57][58]
- Terry Richardson vive en su estudio en el Bowery al sur de la calle Houston.
- Mark Rothko, el pintor expresionista abstracto, tuvo un estudio en el 222 de Bowery.
- Cy Twombly vivió en el tercer piso del 356 de Bowery durante los años 1960.
- Tom Wesselmann tuvo un estudio en el Bowery en el edificio que ahora es colindante con el New Museum.
- Peter Young vivió en el 94 de Bowery.

## En la cultura popular
Literatura

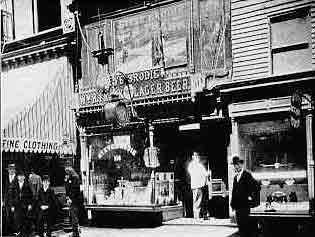
El bar de Steve Brodie en el 114 de Bowery

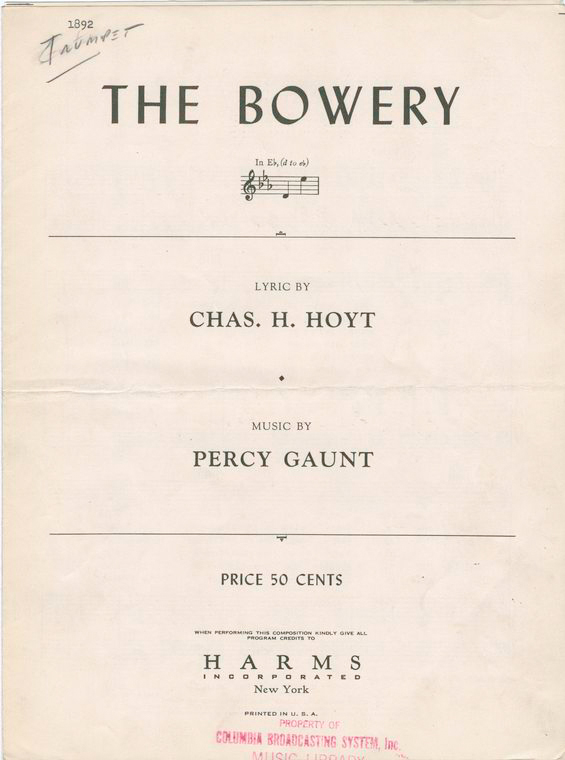
Partitura de The Bowery, 1892

- El Bowery es el escenario de la primera novela de Stephen Crane Maggie: A Girl of the Streets (publicado en 1893), acerca de una familia pobre viviendo en el vecindario.
- El poeta de la Escuela de Nueva York Ted Berrigan menciona al Bowery varias veces en su influyente obra "The Sonnets."
- En Los 4 Fantásticos #4 (1962) de Jack Kirby y Stan Lee, la Antorcha Humana vuela al Bowery para perderse "entre todas las otras ruinas humanas..." En uno de los flophouses del Bowery, descubre al personaje de la era de 1940 Namor el Sub-Marinero.[59]
- La serie de libros Wild Cards representa al Bowery como Jokertown, el lugar donde los deformes van a vivir luego que del virus Wild Card es soltado sobre Nueva York.
- El libro de poesía de 2003 de Brenda Coultas, A Handmade Museum, contiene una sección llamada "the Bowery Project" que documenta el proceso pre-gentrificación.

Música
- Durante el tiempo, el Bowery ha sido mencionado en las letras de varias canciones incluyendo "Bob Dylan's 115th Dream", del álbum Bringing It All Back Home (1965) de Bob Dylan: "I walked by a Guernsey cow / Who directed me down / To the Bowery slums / Where people carried signs around / Saying, 'Ban the bums.'"
- Exuma, cantante folk bahameño y residente de Nueva York tiene una canción llamada "The Bowery" en su álbum de 1971 Doo Wah Nanny. Describe el lugar como un lugar de vagabundos.
- La calle ha sido mencionada también en canciones de Broken Bells, They Might Be Giants, Nick Cave, Willie Nile, Jim Croce, Regina Spektor, Dire Straits, Bill Callahan, Saint Etienne, la banda de Twee pop cub de Vancouver, Sonic Youth, Two Gallants, Steve Earle, Beastie Boys, Paul McDermott, Billy Joel, The Decemberists, Tom Waits, Ryan Adams, The Clash, Ramones, Fear, Jesse Malin yThe Foetus All-Nude Revue, The Lumineers, Earlimart, Deerhunter, Local Natives, Smog, Blood Orange, The Antlers, Lady Gaga, Kygo, Lana Del Rey, Conor Oberst, entre otros.
- El Bowery es mencionado como un lugar donde el amor y el gin pueden ser encontrados en las letras de la canción de Stephin Merritt "Love is Like a Bottle of Gin" del álbum 69 Love Songs.
- El nombre de la banda de rock Bowery Electric se le ocurrió a Lawrence Chandler cuando vivía en el área.

Escenarios
- La frase en inglés "On the Bowery" ("estar en el Bowery"), que ha caído en desuso, fue una forma genérica de decir que uno estaba "sin un centavo". Se originó en la canción "The Bowery" del musical de 1891 A Trip to Chinatown,[60] que incluía el coro "The Bow’ry, The Bow’ry! / They say such things, / and they do strange things / on the Bow’ry" (El Bowery, El Bowery / Dicen tantas cosas / y hacen cosas extrañas/ en el Bowery)[61]
- On the Bowery, una obra de 1894 protagonizada por Steve Brodie, que supuestamente saltó desde el Brooklyn Bridge y era propietario de un bar en el Bowery.
- En Disney's "Newsies", las actrices que bailaban en la canción "I Never Planned On You/ Don't Come A-Knocking" eran llamadas las Bowery Beauties.

Cine y televisión
- La película de 1925 Little Annie Rooney se desarrolla en el Bowery.
- The Bowery es una película de 1933 sobre Brodie protagonizada por George Raft.[62]
- El Bowery es mostrado en el corto animado de 1934 Bowery Daze de Krazy Kat.
- Una popular serie de películas B hechas entre 1946 y 1958 mostraron a "The Bowery Boys", liderados por Slip (Leo Gorcey) y Satch (Huntz Hall).
- La caricatura de 1949 "Bowery Bugs" cuenta una versión ficticia de la historia de Steve Brodie, con Bugs Bunny como el atormentador de Brody.[62]
- On the Bowery, película de 1956 de Lionel Rogosin, fue nominada al Oscar a Mejor Documental.[63]
- En la película de 2002 Gangs of New York, el Bowery es mencionado como un territorio de los Bowery Boys, una pandilla callejera de finales del siglo XIX durante las revueltas del enrolamiento de Nueva York.

Arte
- The Bowery in Two Inadequate Descriptive Systems, una colección de fotografías y poemas de Martha Rosler.[64]

Publicidad
- En los años 1960, los comerciales de radio y televisión del Bowery Savings Bank utilizaba un jingle con las letras "The Bowery, The Bowery / The Bowery pays a lot / The Bowery pays you 6% / Commercial banks in New York simply do not." El número cambiaba de acuerdo con el monto del interés ofrecido por el banco.

Lucha
- El luchador profesional Raven es acreditado como ser del Bowery a pesar de que nació en Filadelfia y reside en Atlanta.[65]